# Ріпецький Нестор-Всеволод Олександрович
Нестор-Всеволод Ріпе́цький  (псевдоніми: Богдар Жарський, Всеволод Листвич; 19 квітня 1919, Сокаль, Галичина — 19 березня 1974, Торонто) — український громадський діяч, письменник і журналіст, редактор і співробітник газет та журналів у Галичині й Канаді. Організатор Зустрічі мистців Канади й Америки (1954).

## Життєпис
Син Олександра Ріпецького, відомого сокальського юриста і громадсько-просвітнього діяча, втратив батька на десятому році життя: хлопцем опікувався дядько, колишній четар УСС Степан Ріпецький. Закінчив Станиславівську гімназію, друкувався як гімназист у літературному тижневику «Назустріч». Першу збірку поезії, книжку «Кучеряві дні» підготував і видав у 1936, коли було йому 16 літ. Активно співпрацював із сокальським часописом «Голос знад Буга» до 1939 року.

## Журналістська діяльність
Став постійним співробітником журналів «Назустріч» і «Наш світ» (Луцьк), львівського щоденника «Діло» та інших галицьких газет. Редактор періодичних видань: журнал «Світ перед нами» (1934) та «На грані» (1935), тижневика «Станіславські вісті» (1936). Наприкінці 30-х років став начальним редактором видаництва «Дніпро» у Станіславі.
Вступивши до Академії політичних наук у Варшаві у 1939, почав співпрацювати зі журналом «Ми». Виконував функцію секретаря Міністерства культури екзильного уряду УНР до вибуху Другої світової війни. За війни займався культурною діяльністю в Соколі — створив зразковий оперно-драматичний театр зі симфонічним оркестром, міським аматорським театром, професіональним акторським складом, хором і балетом.
У червні 1941 року заснував сокальський щоденник «Українські вісті» і став редактором цього першого українського часопису, який появився на недавно окупованій третім Рейхом території УРСР. Проте відчуваючи, що в умовах гітлерівської цензури випускати газету та писати правду стає все важче, залишив посаду редактора «Українських вістей» — та поринув у громадсько-культурну і просвітню роботу, видання художньої літератури. Одночасно виконував обов'язки мистецького референта повітового Українського комітету в Сокалі. Саме за німецької окупації у сокальському видавництві «Вісті» вийшли «Поворот», «Думки на вітрі» та інші. У 1943 році був заарештований гестапо і вивезений до концтабору у Раві-Руській.
Після закінчення Другої світової війни перебував у таборах для переміщених осіб у Німеччині. Емігрував до Канади (1948), спочатку поселився у Вінніпезі, потім у Торонто (1950). Займався продажем нерухомості. Продовжував редакторську й видавничу справу у «Самостійнику» (Фюрт, Німеччина), «Визвольному шляху» (Лондон), «Гомоні України» (Торонто), «Свободі» (Джерсі-Сіті, США).

## Літературна діяльність
Увійшов в українську літературу чотирма збірками поезій 1936 року, появу яких вітала львівська критика з признанням. Друкував свої твори у газетах і журналах, написав і видав ряд художніх творів. Серед його найпомітніших книг — «Р —33», у яку ввійшли двадцять чотири оповідання. У Канаді редагував англомовний літературно-мистецький місячник на українські теми «Расе» (1954—1956). Наприкінці 50-х років очолював Спілку українських журналістів Канади та Світову федерацію українських журналістів.

## Тематика творів
Тематика творів різна, проте сюжети та герої УПА домінують творчість. Персонажі майже всіх оповідань збірки «Р-33» — воїни УПА, відмінні за віком, освітою, характерами, долями і своїми уподобаннями, проте пронизані великою любов'ю до Батьківщини та самовіддані у боротьбі за її свободу. Наприклад, смертельно-поранений командир Павур з кінцем переможного бою, на запитання про свій стан побратимам по зброї, звертається до друзів словами:
«Це не важне. Колись мусів прийти мій останній рейд. Добре, що бій виграний… Ви, друзі, стережіть цих піль… Цих хлібів… Цих шляхів,.. щоб усе стало нарешті… нашим… українським…»
Серед героїв і жінки: в оповіданні «Мачок» — портрет колишньої його вчительки і студентки медінституту, яка за війни стала медсестрою УПА. Жорстока доля зарядила так, що її батька замордували у Львові більшовики, матір вивезли у Казахстан, — а нареченого у Києві розстріляли німці. Унаслідок трагічних і кривавих подій війни дівчина залюбки збирає польові та городні маки: їй видається, що пелюстки макових головок червоніють, вирісши на крові, — і її рідних, і мільйонів інших жертв її Вітчизни. Дівчина ця, яку повстанці люб'язно прозвали «Мачком», не залишає рідну землю, а вирішує боротися за неї, попри те, що відділ УПА одержує наказ відступити на Захід.

## Творчий доробок
Автор збірок поезій: «Кучеряві дні» (1936), «Шлях пілігрима» (1937), «Тривога» (1939), «Поворот» (1941); переспівів з японської поезії «Пісні далеких островів» (1969), драми «Україна в крові» (1938) і «Галя» (1947), збірка оповідань «Троянди в крові» (1946), «Сонце сходить із Заходу» (1955), «Світ на весело» (1955), «Наші за границею» (1955), «Р—33» (1967), збірка статей «Думки на вітрі» (1941), «Хвилі шукають берегів» (1955).
Окремі публікації:
- Ріпецький Нестор. Пісні далеких островів: поезії. — Торонто, 1969.
- Ріпецький Н. Сонце сходить із заходу: історія майже правдива. — Торонто, 1954. — 119 с.